# Oldfield Thomas
Pour les articles homonymes, voir Thomas.

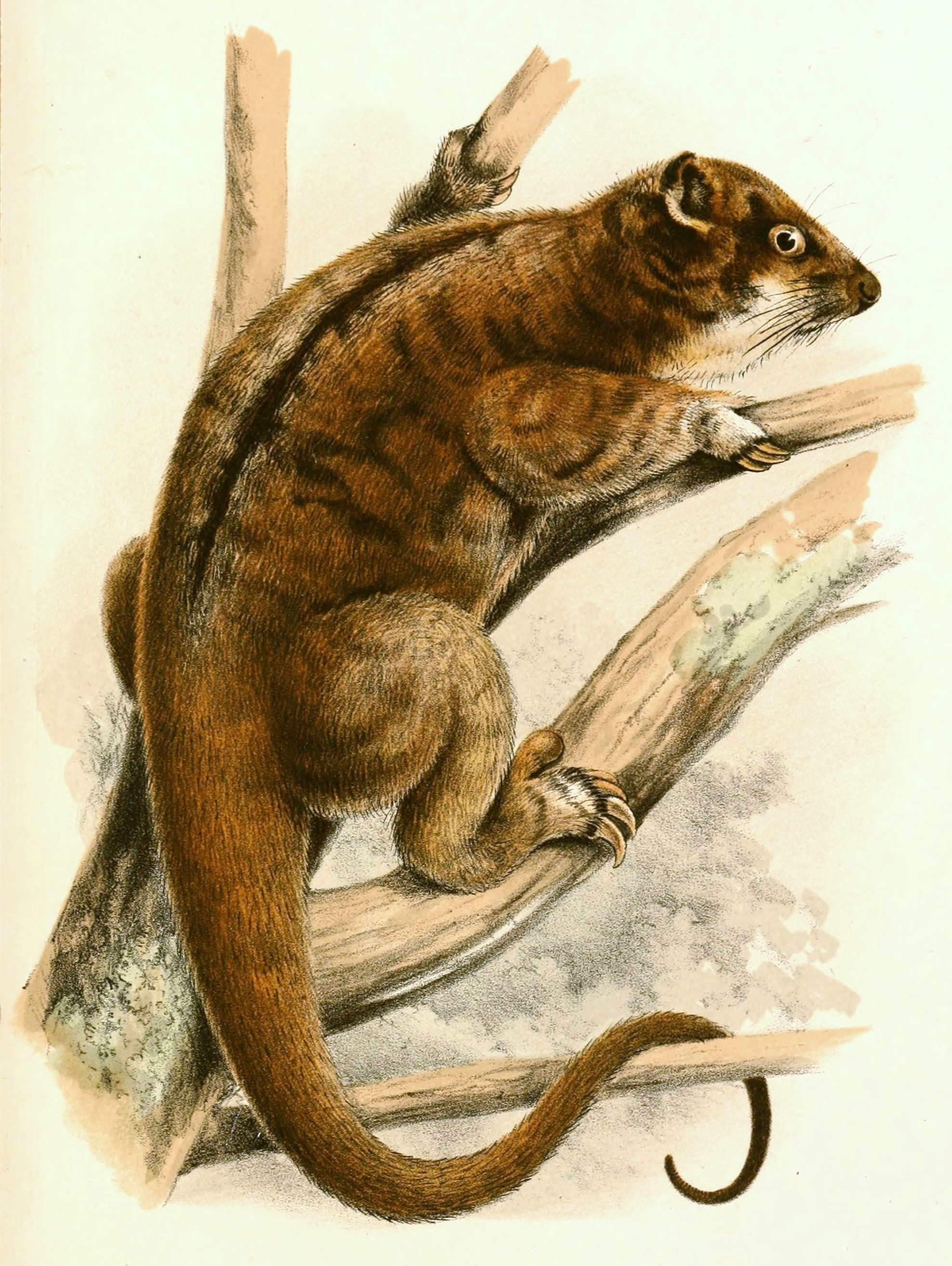
Pseudochirops corinnae, 1897

Michael Rogers Oldfield Thomas, né le 21 février 1858 à Millbrook dans le Bedfordshire et mort le 16 juin 1929 à Londres, est un mammalogiste anglais.
Il est un des principaux membres de la Zoological Society of London et de la Royal Society. Ses travaux de recherche sur les mammifères sont publiés dans le journal de la Bombay Natural History Society.

## Biographie
Oldfield Thomas fait ses études au Haileybury College à Hertford. Oldfield est le nom de jeune fille de sa mère, son père est vicaire de Hillingdon dans le Middlesex. Oldfield passe une partie de son enfance en Afrique du Sud où son père est nommé archidiacre au Cap. C'est là qu'il développe son amour de l'histoire naturelle des insectes sur la collecte dans la montagne de la Table.
À son retour en Angleterre en 1876, Thomas est clerc dans le bureau du secrétaire du musée au British Museum de Bloomsbury, à Londres, il a 18 ans. Après deux ans, il est transféré au département de zoologie, une courte période en tant que clerc du Dr Albert Günther, et est nommé adjoint chargé des mammifères, poste qu'il occupe jusqu'à sa retraite en 1923, décrivant pour la première fois environ 2 000 nouvelles espèces et sous-espèces: il est l'un des spécialistes des mammifères de son temps. Il écrit plus de 1 000 livres, catalogues et documents.

En 1891, Thomas épouse la fille héritière de Sir Andrew Clark (1826–1893), ce qui lui donne les moyens de rémunérer des collectionneurs de mammifères et de présenter leurs spécimens au muséum. En 1896 quand Sir William Henry Flower (1831-1899) prend le contrôle du service, il embauche Richard Lydekker pour réarranger les expositions, permettant ainsi à Thomas de se concentrer sur ces nouveaux spécimens.
Il se suicide en 1929, à l'âge de 71 ans, quelques mois après la mort de sa femme, ne pouvant affronter la vie sans elle.

## Espèces liées à Thomas

### Espèces qu'il a décrites
Exemples :
- Deomyinae Thomas, 1888
- Tupaia montana Thomas, 1892
- Lepus coreanus Thomas, 1892
- Rhinopithecus brelichi Thomas, 1903
- Cebus imitator, Thomas, 1903
- Tragulus versicolor Thomas, 1910
- Abrocoma cinerea Thomas, 1919
- Thallomys Thomas, 1920

### Espèces qu'il a dédiées
- Monodelphis iheringi, en 1888, pour Hermann von Ihering
- Muntiacus feae, avec Giacomo Doria (1840-1913) en 1889, pour Leonardo Fea
- Ctenomys azarae, en 1903, pour Félix de Azara
- Otomops wroughtoni (en), en 1913, pour Robert Charles Wroughton

### Espèces nommées en son hommage
- Phyllomys thomasi : un  rongeurs de la famille des Echimyidae

## Orientation bibliographique
- John Edwards Hill (1928-1997), A memoir and bibliography of Michael Rogers Oldfield Thomas, F.R.S., Bulletin of the British Museum (Natural History), Historical Series, 18 (1), 31 mai 1990, pp. 25-113.  (ISSN 0068-2306) (lire en ligne)